# LAME (codificador)
LAME (acrónimo recursivo de Lame ain't an mp3 encoder, ‘Lame no es un codificador MP3’) es un codificador de MPEG Audio Layer III (MP3) que puede ser usado con la mayoría de programas que convierten archivos WAV a archivos MP3 o desde otros formatos o soportes.
Se destaca por su espectacular rapidez, su elevada calidad de audio, la posibilidad de elegir la tasa de bits (calidad, 128 kb/s, 160 kb/s, variable...) y el modo joint stereo. Este software tiene una licencia código abierto, lo cual permite que personas de todo el mundo trabajen en su desarrollo.
Este codificador funciona por intérprete de órdenes o bien integrado en otras aplicaciones capaces de usarlo como:
ALF,
Audacity,
AudioCrusher,
Audiograbber,
CDex,
Easy CD-DA Extractor,
fre:ac,
Text Aloud MP3,
Virtual DJ...

## Historia y desarrollo

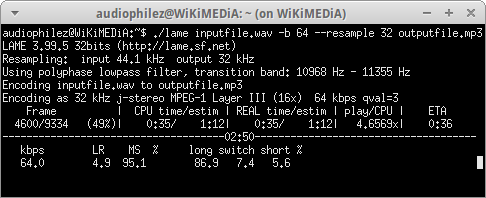
LAME v3.99.5

A mediados del año 1998 Mike Cheng creó LAME 1.0 como un conjunto de modificaciones para las fuentes de codificación “8Hz-MP3”. Tras los problemas de calidad señalados por su equipo decidió comenzar desde la nada basándose en las fuentes de referencia de software MPEG “dist10”. El objetivo era acelerar las fuentes dist10 sin alterar su calidad. Esta línea (un parche o actualización) se convirtió en LAME 2.0. El proyecto se convirtió rápidamente en un trabajo de equipo. Mike Cheng dejó finalmente el liderazgo y comenzó a trabajar en tooLAME (un codificador para MP2).
Tras tomar el mando vacante, Mark Taylor comenzó a refocalizar el proyecto para mejorar la calidad así como la velocidad, esto llevó al lanzamiento de LAME 3.0 con GPSYCHO, un modelo psicoacústico nuevo que él desarrolló con mejoras notables sobre el modelo psicoacústico oficial, produciendo una calidad de audio marcadamente superior. Esto marcó el inicio de un proceso de mejora continua de calidad que continúa hasta hoy en día.
Mejoras sobresalientes en orden cronológico:
- Mayo de 1999: Se introduce el nuevo modelo psicoacústico GPSYCHO con LAME 3.0, introduciendo mejoras elevadas en calidad de audio.
- Junio de 1999: Se introduce la velocidad de bits variable. Poco después se añade la capacidad de alcanzar frecuencias de muestreo bajas desde MPEG-2.
- Noviembre de 1999: LAME cambia de una licencia GPL a una LGPL, permitiendo su uso en aplicaciones comerciales.
- Mayo: 2000: Se eliminan los últimos rastros del código ISO demostrativo. LAME ya no es solo un parche sino un codificador completo.
- Diciembre de 2003: Mejoras importantes en la configuración predeterminada, junto con una mayor velocidad. Ya no es necesario que los usuarios manejen parámetros complejos para producir resultados excelentes.
- Mayo de 2007: Mejoras importantes en la velocidad de codificación para la velocidad de bits variable.

Hoy en día, LAME es reconocido por muchos profesionales del audio, melómanos y usuarios casuales en todo el mundo como uno de los mejores codificadores para el formato MP3 que existen, generando archivos con una calidad de audio sobresaliente, compatibilidad amplia y gran robustez. El proyecto sigue activo, mejorando y ampliando LAME continua y exhaustivamente para satisfacer las necesidades y exigencias presentes y futuras, haciendo de este uno de los pocos codificadores MP3 que actualmente siguen vigentes (si no el único).

## Patentes y problemas legales
Como todo codificador MP3, LAME usa tecnología cubierta por patentes propiedad de la Sociedad Fraunhofer, Thomson Multimedia y otras entidades. El proyecto LAME no tiene las licencias para la tecnología descrita por las patentes. La distribución de versiones compiladas de LAME o de los trabajos derivados en los países que reconozcan estas patentes puede ser ilegal. Desde el 23 de abril de 2017 todas estas patentes han expirado.
El proyecto LAME enfatiza que debido a que lanzan su codificador solamente en forma de código fuente, solo debe ser considerado como una descripción educativa de un codificador MP3, lo que en su estado original no infringe ninguna patente. El proyecto recomienda encarecidamente que los desarrolladores, proyectos y empresas obtengan las licencias correspondientes antes de incluir LAME en sus productos.
En noviembre del año 2005 aparecieron informes sobre la protección anticopia de algunos CD grabados de Sony que incluían porciones de LAME sin cumplir con los términos de LGPL.